# Tavernes
Tavernes é uma comuna francesa na região administrativa da Provença-Alpes-Costa Azul, no departamento de Var. Estende-se por uma área de 31,15 km². Em 2010 a comuna tinha 1 418 habitantes (densidade: 45,5 hab./km²).